# Мізогінія в масмедіа

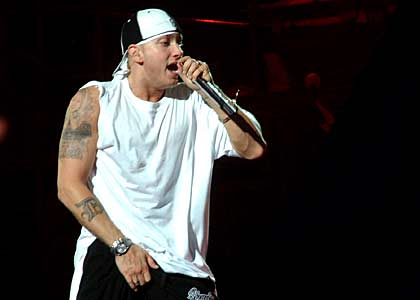
Eminem славиться мізогінними текстами своїх реп-пісень

Приклади жінконенависництва існують у багатьох опублікованих формах, в різних культурах і добре досліджених роботах. Технічний прогрес сучасної епохи робить свій внесок у мізогінію через засоби масової інформації та маркетинг. Злиття мізогінії і ЗМІ створило численні приклади, дослідження котрих виявили кореляції між мізогінними повідомленнями: як очевидними, так і підсвідомими. Узгодженість фізичного зображення насильства і ненависницької поведінки може розглядатись як засіб привертання уваги аудиорії.

## Музика, насильство та агресія
Повідомлення, що містять мізогінні погляди, широко зустрічаються в ЗМІ. Аналіз попмузики за більш ніж 30 років (1985) виявив тенденцію описувати жінок у термінах фізичних атрибутів або як зло, або як майно чоловіків, або як залежних від чоловіків. Поняття маскуліності асоціюється з сексуальною агресією.. Вважається, що аудиторії безкарного жорстокого поводження, порівняно з аудиторіями караної агресивної поведінки, більш схильні брати участь у насильстві. Деякі музичні теми і тексти пісень можна порівняти з негативним ставленням до жінок жорстоких порнографічних фільмів і журналів. Це негативне ставлення і прийняття насильства проти жінок оприявнює можливі ймовірності зґвалтування чи сексуального примусу. Чоловіки, які слухали сексуально агресивну музику, повідомляли, що їхні стосунки з жінками був більш клопітними. Дослідження насильства у ЗМІ (Media Violence research) показало, що агресивна музика додає доступності агресивному ставленню і відповідним емоціям. Роберта Гамільтон у книзі Does Misogyny Matter?  (1987) наголошувала: «Мізогінія — не просто слово, корисне для опису особливо бридкої поведінки, воно скоріше відсилає нас до сукупності зв'язків, відносин і поведінки, закладених у рамках всіх суспільних відносин»(ст. 123). Насильство у мовній формі є по суті однією з форм фізичного насильства
Rubin, West та Mitchell (2001) виявили, що багато досліджень вже описували слухачів репу і важкого металу як таких, що мають більш вороже ставлення, підвищену сексуальну активність і більше вживання наркотиків, ніж слухачі іншої музики.

### Гангста-реп
Теми мізогінії можна часто зустріти у гангста-репі. Ця музика оспівує приниження жінок, такі як зґвалтування, катування і насильство. У дослідженні 2001-року після вивчення 490 гангста-реп-пісень виявлено, що 22 % з них містили явно насильницькі і мізогінні тексти. Wester, Crown, Quatman та Heesacker заявити, що "зростаюча популярність гангста-репу, у поєднанні з задокументованим зростанням суспільного сексизму, домашнього насильства, сексуального насильства та інших форм приниження жінок, вказує, що можливо гангста-реп почасти винен у збільшенні антижіночих установок і поведінки. Важко сказати, чи гангста-реп безпосередньо спричинює мізогінні установки, чи служить посиленням вже наявних антижіночих культурних цінностей. Різниця між репом та іншими типами музики в тому, що тексти у репі, як правило, в центрі уваги. Репери схильні приписувати собі найгірші імпульси, розповідаючи історії від першої особи.
У дослідженні 1995 року студентам коледжу чоловічої статі давали слухати реп-музику з мізогінними або з нейтральними текстами. Після прослуховування їм пропонували розглянути три різних замальовки: сексуально насильницьку, нейтральну та агресивну. Потім студентам було запропоновано вибрати одну з трьох замальовок, щоб показати жінку. Ті, хто слухав музику з мізогінними текстами, були більш схильні показувати жінку через агресивну замальовку.
З приводу гангста-репу репер Yo-Yo заявляє: «Чим Ви грубіші, на жаль, тим більше ви продаєте».

### Реп-відео
Деякі музиканти, такі як 2 Live Crew, Айс-ті, N.W.A., інтегрували мізогінні тексти у свої реп-пісні. У мізогінному репі жінки зведені до об'єктів, зокрема об'єктів, гарних тільки для аб'юзу, сексу і здебільшого просто біди для чоловіків. Використання таких мізогінних текстів дозволяє принизити своїх колежанок, одночасно підвищуючи себе.

Це прийняття мізогінії можна бачити в багатьох реп-текстах. Наприклад, у пісні N.W.A «She Swallowed It» (1991) («Вона проковтнула») подано чіткий опис-інструкцію до сексуального насильства:
— N.W.A, "She Swallowed It"
Сцени тілесних ушкоджень подаються у пісні Too $hort «All My Bitches Are Gone» (1993) («Всі мої сучки пішли»);
— Too $hort, "All My Bitches Are Gone"
Знаний у світі репер Емінем відомий своєю реп-музикою, що містить надзвичайно мізогінні тексти. У 2002 році його Альбом The Eminem Show продано 7,4 мільйонами копій.

### Важкий метал
Люди, піддані сексуальному насильству або музиці хеві-метал, виявляли вищу схильність до стереотипізування сексуальних ролей, у порівнянні з тими, що слухали класичну музику. Інші дослідження підтверджують це; недовіра, рукоприкладство і негативне ставлення до жінок є загальними звичками шанувальників різних видів рок-музики.

### Неоднозначний зв'язок
Більшість жорстоких текстів не розчувається через те, що велика кількість слухачів насправді не слухає текст. Це дуже відрізняється від відео-ЗМІ, в якому аудиторія може побачити насильницький меседж дуже ясно. Було також виявлено, що деякі пісні настільки спотворені, що люди просто припускають, про що там насправді йдеться. Більшість людей часто слухають музику, а не тексти, а дехто слухає її, зосередившись на інших завданнях.

## Жорстокі та агресивні ролики

### На телебаченні

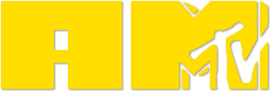
AMTV, музична програма MTV з 2009 року

Felson, професор права, закону і правосуддя та соціології в університеті штату Пенсильванія, стверджує, що натовп роззяв насолоджується вуличною бійкою так само, як римляни насолоджувалися боями гладіаторів. У музичних кліпах MTV часто зустрічається зображення злочинності, сексу, танцю, візуальних абстракцій і насильства. Аудиторія MTV, як правило, це люди у віці від 14 до 34 років, отже, має потенціал зробити внесок у культурні норми. 15 % музичних кліпів містять недвозначно зображене насильство. Музика і телебачення однаково підтримують увагу підлітків, але музика ефективно пов'язана зі їхніми емоціями. У музичних кліпах набагато більш імовірно побачити чоловіка, що домінує над жінкою, а не жінку, що домінує над чоловіком. У дослідженні 518 музичних кліпів і 391 акт насильства серед них 78 % агресорів виявились чоловіками, а 46 % жертв — жінками. Необхідність для артистів отримати ефірний час на телебаченні упевнює, що артисти та їх відео все частіше стають більш шокуючими, аби бути поміченими. Насильство і секс або їх поєднання є найбільш часто використовуваними засобами для досягнення шокуючого ефекту в аудиторії.

#### Рок-відео
У контент-аналізі рок-музичних відео виявлено, що 57 % присутніх там жінок зображено в «патронажній» манері (наприклад: жертви, сексуальні об'єкти, дурепи), а 20 % були поміщені в традиційні гендерні ролі (хатня робота, материнство, підлеглість і покірність), ще 8 % демонстрували жінок, які переживають насильство з боку чоловіків. Всього лише у 14 % рок-відео жінки показані як рівні з чоловіками. Інше дослідження рок-музичних відео виявило, що навіть після короткої демонстрації 17-хвилинних відео у чоловічому ставленні до жінок виникають негативні ефекти.

### Реп-відео
Зображення жінок у сексуально неповноцінних ролях у реп-кліпах збільшує прийнятність дівчатками насильства під час підліткових побачень. При цьому у реп-відео жінки не тільки показані в позиції підпорядкування чоловікам, вони також відображаються у більш негативному світлі, ніж чоловіки. Реп-музика 2009 року підкреслювала та співчувала темам мізогінії, матеріалізму, і жінок, як правило, розміщували у позиції об'єктивації.
На додаток до ставлення жінок на місце об'єктів, вони також «критиковані і кохані одночасно за те, що занадто vs недостатньо одягнені». Жінки в реп-індустрії найчастіше згадуються в ЗМІ тільки для таврування чоловіків або для просування стереотипу, що всі чорні жінки отримують соціальну допомогу чи є золотошукачками.

### Відеоігри
У дослідженні 1998 року, проведеному Трейсі Л. Дітц, професоркою соціології та антропології в університеті Центральної Флориди, було відібрано 33 головні відеогри Nintendo і Sega. Як виявилось, майже 80 % відеоігор містили якесь насильство і агресію як частину основної стратегії або об'єкта. Дітц визначила, що насильство було спрямоване конкретно на жінок у 21 % ігор. Також у 28 % ігор жінки, за словами Дітц, розглядалися як сексуальні об'єкти, а в 41 % ігор взагалі не було жіночих персонажок. В цілому Дітц виснувала, що більшість відеоігор мінімізують роль жінки або зовсім викидають їх із гри, а коли жінки все ж показані, вони, як правило, зображуються у ролі підтримки для чоловіків або залежними від них. Жінки також представлені в відеоіграх як менш цінні щодо свого внеску, ніж чоловіки, та є їхніми сексуальними об'єктами. Дітц стверджує, що ці зображення жінок можуть дозволяти хлопчикам і дівчаткам засвоювати і приймати думку, що жінки є жертвами, слабкими, а також сексуальними об'єктами.

## Порнографія
Роблячи мізогінію сексуальною, порнографія вчить мізогінії свою аудиторію. Негативні наслідки порнографії відбуваються через складову насильства, а не через сексуальну складову. Чоловіки, які раніше були розлючені на жінку, більш схильні вчинити агресію щодо жінки після показу порнографії з зображенням насильства. Поєднання сексу і агресії все більше проявлялось у порнографічних матеріалах із їх розповсюдженням, тому воно може бути тригером наполегливого бажання чоловіків вчинити фізичне насильство щодо доступної жінки. Комісія генпрокуратури встановила, що перегляд сексуально агресивної порнографії причинно пов'язаний з сексуально насильницькою поведінкою. Зображення сексуального насильства у порнографії як приємного для жертви може збільшувати прийнятність примусу до статевого акту. Загальна нереалістична тема, що зустрічається в порнографії, це жінки, що насолоджуються віктимізацією (насильством над собою). Ця тема дає привід для насильства і зменшує загальні заборони на агресію.

### В Usenet
Виявлено, що Usenet у зображуваних сценах містить менш добровільний секс і більш примусовий секс. У 62,7 % сцен Usenet злочинці-чоловіки і тільки у 42,4 % сцен містять жінок-злочинниць. Жінки є жертвами 84.7 % часу.

### Впливи на мізогінію
Узагальнивши дослідження наслідків порнографії (1989), вчені дійшли висновку, що зображення сексуального насильства в медіа, за деяких умов, заохочує антисоціальні ставлення і поведінку. Вчені зосередилися на згубних наслідках впливу жорстоких сцен в порнографії, що змальовують міф про те, що жінки насолоджуються чи якимсь чином отримують вигоду від зґвалтувань, катувань або інших форм сексуального насильства. Інші дослідження показали схожі результати (як-от Allen і співавт., 1995). Перегляд порнографії зі сценами примусу пов'язаний з найсильнішим визнанням та засвоєнням міфів про зґвалтування, таких як те, що «жінки хочуть бути зґвалтованими», «жінки „просили“ про це», «жінки хочуть бути примушеними». Враховуючи аргумент комерціалізації та об'єктивації, існує занепокоєння, що багаторазове відтворення  порнографічних змусницьких стимулів веде до все більш негативного ставлення до жінок. Дедалі частіше використання збільшило дегуманізуючий вплив Інтернет-порнографії і призвело до більш терпимого ставлення до насильства стосовно жінок.
Порнографія зменшує чутливість суспільств до насильства проти жінок, надихає ґвалтівників та сприяє сексуальному підпорядкуванню жінок чоловікам (2009). Створюючи свої матеріали, порнографи використовують існуючі нерівності між чоловіками і жінками як форму проституції, з метою примушення жінок і дітей виконувати небажані або небезпечні статеві акти. При всьому цьому, існуючі правові норми демократичних суспільств не розглядають порнографію з точки зору даних реалій, а, як правило, вважають її правом на свободу самовираження, або «нецензурним» висловлюванням, що ображає громадськість, а не шкодить якійсь конкретній групі. У рідкісних, але важливих, випадках порнографія юридично розглядалась як шкідлива практика, що порушує жіночі людські або демократичні права на рівність.
Більшість досліджень співставно доводять, що після перегляду порнографії та інших форм мізогінних медіа, де зображується приниження жінок та зґвалтування (включно з хіп-хопом і репом), глядачі проявляють ставлення, менш співчутливе до жертв зґвалтування і більш терпиме та приймаюче до насилля над жінками — в результаті, насильницька поведінка стає більш «нормалізованою» та «мейнстрімізованою». Ці зниження чутливості та адиктивний потенціал добре задокументовані у споживачів мізогінних медіа.

## Інтернет-мізогінія
Інтернет-мізогінія розповсюджена в різних формах і на різних платформах. Коли мізогіни сексуально об'єктивують або домагаються жінок онлайн, вони, ймовірно, роблять це анонімно і з використанням тактик осоромлення задля стигматизації ідентичності або тіла жертви. У цій анонімності той, хто об'єктивує чи домагається, уникає всієї відповідальності, котру йому довелося б нести в реальному житті, при цьому реальних наслідків для жінки таки добиваючись. Ця тактика анонімності сприяє Інтернет-об'єктивації, тому що дозволяє об'єктивуючому створити бажану ситуацію, де жінка розбирається з відповідальністю замість нього.